# Martinisme

Het Martinisme-zegel

Het martinisme is een para-maçonnieke, spirituele beweging, ontstaan uit de leringen van Louis-Claude de Saint-Martin (1743-1803). Saint-Martin noemde zich "De onbekende filosoof" en onder deze naam schreef hij vele werken. De titels van zijn boeken geven de stadia van de spirituele evolutie van de mens aan, zoals 'Le Crocodile', 'l'Homme de Desir', 'l'Homme-Dieu', enzovoorts. De benaming martinisme bestond reeds ten tijde van Saint-Martin en omvatte zowel diens leringen als die van zijn leermeester Martines de Pasqually. Deze benaming werd terug algemeen bekend dankzij de esotericus Papus (1865-1916). Papus introduceerde het onderscheid tussen Martinisme en Martinezisme. Na de dood van Papus ontstonden er verschillende martinistenorden, waarvan de meeste van de orde van Papus afstamden en dus ook aanspraak maken op die filiatie.
De kern van het martinisme is de 'Weg van het hart'. Zoals Saint-Martin het zelf formuleerde: 
Het doel van inwijding is ingaan in het hart van God en God laten ingaan in jouw eigen hart.
In het martinisme en vergelijkbare groepen gebeurt de inwijding of initiatie privé, via overdracht van inwijder op inwijdeling (van initiator op initiant). Iedere martinist wordt ervan doordrongen dat er niets meer dan een zaadje wordt overgedragen. Het is aan de ingewijde om te zorgen dat het ontvangen zaad tot wasdom kan komen.
Papus en Augustin Chaboseau hadden allebei bepaalde twijfels over hun persoonlijke filiatie van de inwijdingen van Louis-Claude de Saint-Martin. Daarom hebben ze hun eigen inwijdingen met elkaar uitgewisseld, zodat ze allebei zeker waren van hun regulariteit. Samen stichtten zij vervolgens de Ordre Martiniste (OM, martinistenorde).
Het martinisme is geen vrijmetselarij, maar wordt er vaak mee geassocieerd, wegens zijn ritualen die deels op de ritualen van de vrijmetselarij zijn geënt en vanwege de vele dubbele lidmaatschappen tussen beide bewegingen. Daarom wordt het martinisme gerekend tot de para-maçonnerie. 
Het martinisme moet niet worden verward met de Evangelisch-Lutherse Kerk, die naar zijn grondlegger Maarten Luther wel aangeduid wordt als martinistenkerk.

## Lijst van martinistenorden
- Ordre Martiniste
- Martinistenorde der Nederlanden
- Belgische Martinistenorde
- British Martinist Order
- Traditionele Martinisten Orde
- Ordre Martiniste Initiatique
- Ordre Martiniste et Synarchique
- Ordre Maçonnique Martiniste
- Novikov ritus van het Martinisme
- Ordre Martiniste des Chevaliers du Christ
- Ordre Martiniste des pauvres Chevaliers du Christ
- Ordre Martiniste Libéral
- Ordre Martiniste Libre
- Ordre Martiniste Rectifié
- Régence du Martinisme Traditionel
- Ordre Martiniste des Elus-Cohen
- Ancient Martinist Order
- Ordre Martiniste Opératif
- Ordre Martiniste-Martineziste Indépendant
- Ordre Martiniste Traditionnel Primitif
- Cénacle Martiniste
- Martinist Order of Unknown Philosophers
- Rose+Croix Martinist Order
- Hermetic Martinist Order
- Ordre des Chevaliers Martinistes
- Ordine Martinista Antico e Tradizionale
- Orden Martinista Universal
- Ordre Martiniste Initiatique Réformé
- Ordre Martiniste des Rites Unis
- Ordre Martiniste Intérieur
- Hellenic Martinist Order

## Transobediënte bewegingen
- Ordre Martiniste S.I.
- Alliance Martiniste Internationale
- Union des Ordres Martinistes
- Fédération Martiniste Internationale